# Љиљана Јанковић
Љиљана Јанковић (Ђелетовци код Нијемаца, 6. јануар 1935 — Београд, 3. фебруар 2022) била је југословенска и српска филмска глумица, најпознатија по улози Вуке Тодоровић у серијалу Луде године и Секулине мајке Насте из филмова о Секули.

## Биографија
Љиљана је глуму дипломирала на Академији за позориште, филм, радио и телевизију у Београду. Члан Народног позоришта у Београду била је 43 године.

## Филмографија
| Год.    | Назив                 | Улога                   |
| ------- | --------------------- | ----------------------- |
| 1970-те |                       |                         |
| 1971.   | Халелуја              |                         |
| 1973.   | Прослава (ТВ филм)    |                         |
| 1980-те |                       |                         |
| 1980.   | Луде године 2         | Вука                    |
| 1980.   | Хајдук                | Служавка у жандармерији |
| 1981.   | Сок од шљива          | Младина мајка           |
| 1982.   | Недељни ручак         |                         |
| 1983.   | Луде године 4         | Вука                    |
| 1983.   | Луде године 5         | Вука                    |
| 1984.   | Пази шта радиш        | комшиница Марић         |
| 1984.   | Шта је с тобом, Нина  | Наталија                |
| 1984.   | Луде године 6         | Вука                    |
| 1984.   | Шта је с тобом, Нина  | Наталија                |
| 1984.   | Нема проблема         |                         |
| 1985.   | Жикина династија      | Вука                    |
| 1985.   | У затвору             | надзорница Вера         |
| 1985.   | Ћао, инспекторе       | Тетка Лепа              |
| 1985.   | Живот је леп          | куварица                |
| 1986.   | Секула и његове жене  | Секулина мајка Наста    |
| 1988.   | Ортаци                | тетка                   |
| 1988.   | Шта радиш вечерас     | Јовкетова мајка         |
| 1989.   | Полтрон               | Шулајићева мајка        |
| 1990-те |                       |                         |
| 1991.   | Секула се опет жени   | Секулина мајка Наста    |
| 1992.   | Секула невино оптужен | Секулина мајка Наста    |